# 荒川じんぺい
荒川 じんぺい（あらかわ じんぺい、1946年3月8日 - ）は、日本のグラフィックデザイナー、装丁家、エッセイスト、イラストレーター、流木造形家。日本冒険作家クラブ会員だったが、のち会が解散。日本文芸家協会、日本ペンクラブ各会員。
栃木県壬生町生まれ。本名・仁平。

## 略歴
1960年、壬生町立中学校卒業。1964年から月刊誌・週刊誌を中心にイラストレーターとして活動。1975年から文芸誌「すばる」のアートディレクターとして9年間務める。
1978年、装幀家として活動を始める。1980年、「早稲田文学」のアートディレクターに就任（～1999年）。1980年、「流木造形」を始める。
冒険小説を中心に多数の装幀を手がけ、1990年より、週末を山梨県・八ヶ岳南麓の小淵沢の森に暮らし、東京と往復しながら創作活動をしていた。2002年より本拠を八ヶ岳（長野県諏訪郡富士見町）に移す。2007年4月から、富士見高原病院付属旧富士見高原療養所資料館長。
テレビ、ラジオ等の出演も多い。2009年6月1日、栃木県から「栃木未来大使」（日光杉並木広報官）委嘱。

## 著書
- 僕は森へ家出します 岩波書店 1990.9 自然人のための本箱 のち中公文庫
- 流木造形 荒川じんぺい作品集 日貿出版社 1992.3
- はじめての山野術 子どもとはじめる自然<冒険>図鑑 6 岩波書店 1994.5
- 週末は森に棲んで 講談社 1994.3 のち文庫
- 少年に還る森 河出書房新社 1994.6
- 大震災から家族を守る アウトドアのグッズと知恵 1995.8 中公文庫
- 森に住んだ観音さま 岩波書店 1996.1
- 遊びの森 毎日新聞社 1997.12
- 森の作法 集英社 1997.4 のち文庫
- 週末は山歩き 「初めて」からのお役立ちガイド・エッセイ 1999.10 講談社文庫
- 趣味を広げる 絵葉書・デジタルカメラを始める 岩波書店 2001.10 荒川じんぺいのパソコン「生きがい」塾 1
- 愉しむ山歩き百の道標 出かける前に読む登山の知識 東京書籍　2001.5
- パソコンが僕の生き方を変えた 52歳からの挑戦 岩波書店 2001.2.
- ひとの輪をつくる メール・インターネットを始める 岩波書店　2001.12 荒川じんぺいのパソコン「生きがい」塾 2
- 森での老い暮らしを前に 「僕は森へ家出します」から十年のうつろい 文芸社 2001.6
- 生きがいをつくる ホームページを始める 岩波書店　2002.3 荒川じんぺいのパソコン「生きがい塾」 3
- パソコンで森暮らし 52歳からの電脳生活日記 光文社 2002.11 カッパ・ブックス
- 荒川じんぺい流パソコンお絵描き指南 清流出版 2003.8
- パソコンでいきいき人生 岩波書店 2003.12
- 「自分の森」で元気になる 2004.3 朝日文庫
- 図説じんぺい式自然と遊ぶ手作りクラフト 講談社 2004.7
- 夏の洞窟 くもん出版 2005.12
- 森に棲むヒント 清流出版 2005.4

## 参考
- 文藝年鑑2012
- 森での老い暮らしを前に―「僕は森へ家出します」から十年のうつろい - 紀伊国屋書店BookWeb